# Liste der Bodendenkmäler im Kreis Düren

Kreis Düren

Die Liste der Bodendenkmäler  im Kreis Düren umfasst:
- Liste der Bodendenkmäler in Aldenhoven
- Liste der Bodendenkmäler in Düren
- Liste der Bodendenkmäler in Heimbach
- Liste der Bodendenkmäler in Hürtgenwald
- Liste der Bodendenkmäler in Inden
- Liste der Bodendenkmäler in Jülich
- Liste der Bodendenkmäler in Kreuzau
- Liste der Bodendenkmäler in Langerwehe
- Liste der Bodendenkmäler in Linnich
- Liste der Bodendenkmäler in Merzenich
- Liste der Bodendenkmäler in Nideggen
- Liste der Bodendenkmäler in Niederzier
- Liste der Bodendenkmäler in Nörvenich
- Liste der Bodendenkmäler in Titz
- Liste der Bodendenkmäler in Vettweiß